# Jayne Kennedy

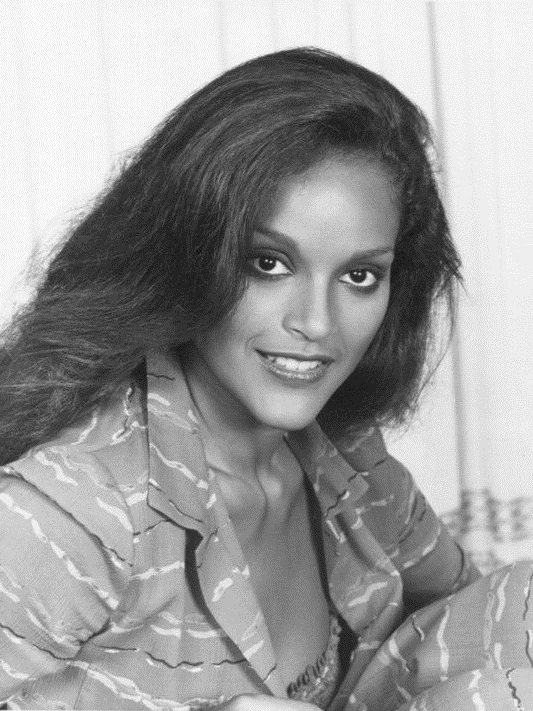
Jayne Kennedy (1980)

Jayne Kennedy Overton (* 27. Oktober 1951 in Washington, D.C.) ist ein US-amerikanisches Fotomodell, sowie eine Firmensprecherin, Moderatorin, Autorin und Schauspielerin.

## Leben
Overton wurde als Jayne Harrison in Washington, D.C. als Tochter von Herbert Harrison und Virginia geboren.
Ihr Vater Herbert Harrison war Maschinist. Kennedy ging auf die Wickliffe High School in Wickliffe, Ohio. Noch als Highschoolschülerin wurde sie 1970 zur Miss Ohio USA gewählt. Sie war die erste Afroamerikanerin, die diesen Titel gewann. Sie gehörte zu den Top 12 Kandidatinnen bei der inneramerikanischen Auswahl für die Teilnahme bei der Wahl zur Miss Universe 1970.
Jayne heiratete Leon Isaac Kennedy und zog mit ihm nach Kalifornien. Sie nahm Schauspielunterricht und trat als Tänzerin und Sängerin unter anderem bei der Dean Martin Show’s Ding-A-Ling isters auf. Sie zierte Titelblätter der Zeitschriften Ebony, Jet und Essence.
1978 moderierte sie Sportnachrichten. In den frühen 1980ern verkaufte sie Turn-Videos mit dem Titel Love Your Body. Sie trat als Firmensprecherin für Esoterica, Jovan, Revlon, Fashion Fair Cosmetics, Bankers Systems, Butterick Patterns und sechs Jahre für Coca-Colas Diet Coke auf. 1990 zog sie sich etwas aus dem Rampenlicht zurück und arbeitete für das Children’s Miracle Network.

## Privates
Leon Isaac Kennedy heiratete sie 1970. Sänger Smokey Robinson war Trauzeuge bei der Hochzeit. 1982 wurde die Ehe geschieden. 1985 heiratete sie Bill Overton. Sie haben zusammen vier Kinder.

## Filmographie
- 1972: Group Marriage
- 1973: Shaft (Fernsehserie, eine Folge)
- 1973: Der Chef (Ironside) (Fernsehserie, eine Folge)
- 1974: Kojak – Einsatz in Manhattan (Kojak) (Fernsehserie, eine Folge)
- 1974: Sanford and Son (Fernsehserie, eine Folge)
- 1975: Der Sechs-Millionen-Dollar-Mann (The Six Million Dollar Man) (Fernsehserie, eine Folge)
- 1975: Drehn wir noch’n Ding (Let’s Do It Again)
- 1975/1976: Starsky & Hutch (Fernsehserie, zwei Folgen)
- 1976: Detektiv Rockford – Anruf genügt (The Rockford Files) (Fernsehserie, eine Folge)
- 1976: The Muthers
- 1977: Big Time
- 1977: Wonder Woman (Fernsehserie, eine Folge)
- 1977: Make-up und Pistolen (Police Woman) (Fernsehserie, eine Folge)
- 1978: Ein Mann wird zum Killer (Death Force)
- 1979: Mysterious Island of Beautiful Women
- 1980/1981: Chips (Fernsehserie, zwei Folgen)
- 1981–1983: Love Boat (The Love Boat) (Fernsehserie, drei Folgen)
- 1981: Die Frau mit der 45er Magnum (Ms. 45)
- 1981: Body and Soul
- 1983: Noch Fragen Arnold? (Diff’rent Strokes) (Fernsehserie, eine Folge)
- 1984, 1986: Benson (Fernsehserie, zwei Folgen)
- 1993: Night Trap – Auf der Spur des Bösen (Night Trap)

## Auszeichnungen
- 1981: NAACP Image Award als beste Darstellerin für Body and Soul